# کیم جونگ هیون (بازیگر، زاده ۱۹۷۶)
کیم جونگ هیون (کره‌ای: 김정현؛ زادهٔ ۲۸ ژوئن ۱۹۷۶) بازیگر اهل کره جنوبی است. او در مجموعه‌های تلویزیونی از جمله پادشاه افسانه (۲۰۱۱)، ملکه کی (۲۰۱۳) و بی‌خانمان (۲۰۱۹) ایفای نقش کرده‌است.

## فیلم‌شناسی
گزیده فیلم‌شناسی
- ۱۹۹۵ ساعت شنی (در نقش ته سو)
- ۱۹۹۵ آگاتا کریستی (در نقش کیم هیوک)
- ۱۹۹۵ آریرانگ (در نقش کیم یو جین)
- ۱۹۹۶ عروس ماه اوت (در نقش جو سانگ هو)
- ۱۹۹۶ رودخانه برادران (در نقش سو جون هو)
- ۱۹۹۷ چرخش
- ۱۹۹۸ شش خواهر و برادر (در نقش کیم جونگ چول)
- ۱۹۹۸ فرمانروای باد (در نقش جو یو جین)
- ۱۹۹۹ الان وقت عاشقیست (در نقش کانگ مین گوک)
- ۱۹۹۹ کایست (در نقش کیم جانگ ته)
- ۱۹۹۹ هشت داستان عاشقانه (در نقش کانگ یونگ جین)
- ۲۰۰۰ او همان است (در نقش پارک بیونگ کوان)
- ۲۰۰۰ خانواده ناامید من
- ۲۰۰۰ بی‌وقفه
- ۲۰۰۱ صبح بدون جدایی (در نقش جانگ مین گیو)
- ۲۰۰۲ ما الان قرار می‌گذاریم (در نقش هیون مین)
- ۲۰۰۲ عشق من کیست (در نقش کیم سانگ شیک)
- ۲۰۰۳ بوی خوش یک مرد (در نقش جانگ چول مین)
- ۲۰۰۳ هدیه عروسی (در نقش جانگ ایل)
- ۲۰۰۳ از نفس افتاده (در نقش کانگ هوی چون)
- ۲۰۰۴ زنان کوچک (در نقش جون ساپ)
- ۲۰۰۵ پینگواری
- ۲۰۰۶ من با تو می‌روم (در نقش سانگ مین)
- ۲۰۰۶ دائه جویونگ (در نقش مشاور می موسا)
- ۲۰۰۶ پلکان ابرها (در نقش کیم دو هیونگ)
- ۲۰۰۸ مامان خیلی ناراحته (در نقش نا یونگ ایل)
- ۲۰۰۹ ملکه سوندوک (در نقش وزیر هاجونگ)
- ۲۰۱۰ غول (در نقش هوانگ جونگ سیک)
- ۲۰۱۱ گوانگ گائتو فاتح بزرگ (در نقش دول بی سو)
- ۲۰۱۱ زن خطرناک (در نقش کیم جی وون)
- ۲۰۱۲ عشق من، پروانه خانم (در نقش کیم چان کی)
- ۲۰۱۳ ملکه کی (در نقش دانگ گی سه)
- ۲۰۱۵ مادرم عروس است (در نقش جانگ سونگ ته)
- ۲۰۱۹ مادرشوهر مرموز (در نقش لی دونگ جو)
- ۲۰۱۹ بی‌خانمان (در نقش هونگ سونگ بوم)
- ۲۰۲۲ دهن لق (در نقش جانگ چه بونگ)
- ۲۰۲۴ مسائل خانوادگی (در نقش کانگ جونگ هوان)

## جوایز و نامزدی‌ها
| سال  | جوایز               | دسته                                                             | نامزد /اثر | نتیجه    |
| ---- | ------------------- | ---------------------------------------------------------------- | ---------- | -------- |
| ۲۰۱۹ | جوایز درامای اس‌بی‌اس | بهترین تیم مکمل (به همراه پارک آه این، مون جونگ هی و چوی ده چول) | بی‌خانمان   | نامزدشده |